# W Szwajcarii
W Szwajcarii – poemat miłosny napisany przez Juliusza Słowackiego w latach 1835-1838. Został wydany w roku 1839 w Paryżu w tomie Trzy poemata (zawierającym również poematy Wacław i Ojciec zadżumionych).
Poemat powstał po trzytygodniowej wycieczce w szwajcarskie Alpy, podjętej przez Słowackiego w towarzystwie rodziny Wodzińskich z Genewy latem 1834 roku, jednak nie jest on zwykłym reportażem z podróży, gdyż wrażenia z wycieczki poddał poeta głębokim, filozoficzno-estetycznym przemyśleniom, a fabuła poematu i jego bohaterowie są zwykłą fikcją literacką. Tym nie mniej, jak podają literaturoznawcy, powstanie utworu mogło się wiązać z wyjazdem w połowie sierpnia 1835 r. z Genewy Marii Wodzińskiej, którą poeta miał darzyć (zresztą bez wzajemności) tajonymi uczuciami. Tematem poematu jest zawód miłosny podmiotu lirycznego. Autor łączy w nim dwie stylistyki: sentymentalną (wspomnienie miłości) oraz posępną (ból, refleksja), właściwą dla dojrzałego romantyzmu.
Pisanie poematu rozpoczął autor zapewne dopiero jesienią 1835 r., już po przeprowadzce z Genewy do Veytaux, natomiast zakończenie tworzenia głównego zrębu utworu miało miejsce prawdopodobnie już w roku następnym, w Sorrento. Do druku utwór został wysłany 16 listopada 1838 r.
Poemat zawiera 441 wersów w 21 strofach stematyzowanych następująco: Dusza, Tęsknota / Miłość / Zwierzęta / Szczęście / Woda / Łzy / Modlitwa / Piekło / Pocałunek / Kwiaty / Anioł / Księżyc / Motyl / Wspomnienia / Księżyc. Reprezentuje tzw. nurt poezji egzystencjalnej (Alina Witkowska) w twórczości Słowackiego. Wbrew woli Słowackiego bywał wydawany samodzielnie.
W II połowie XIX wieku poemat ten stał się bardzo popularny. W „Konkursie stulecia”, ogłoszonym w roku 1900 przez Kurier Warszawski na m.in. najwybitniejsze dzieło literackie dziewiętnastego wieku w dziale poezji zajął on trzecie miejsce - po Panu Tadeuszu i Dziadach. Do dziś doczekał się kilku adaptacji teatralnych. Był ilustrowany przez Wojciecha Gersona.